# Stranger in Our House
Stranger in Our House ("Verão do Medo", no Brasil) é um telefilme de terror produzido nos estadunidense, escrito por Glenn M. Benest e Lois Duncan, e dirigido por Wes Craven. Foi ao ar em 31 de outubro de 1978, pela NBC, na noite de Halloween. 

## Sinopse
A jovem Rachel tem sua vida perturbada por incríveis e assustadores eventos sobrenaturais quando sua prima Julia, que perdeu os pais num acidente de carro, resolve mudar-se para sua casa. Ela logo desconfia que sua prima esteja praticando bruxaria.

## Elenco
- Linda Blair .... Rachel Bryant
- Lee Purcell.... Julia Grant
- Jeremy Slate.... Tom Bryant
- Jeff McCracken.... Mike Gallagher
- Jeff East.... Peter Bryant
- Carol Lawrence.... Leslie Bryant
- Macdonald Carey.... Professor Jarvis
- James Jarnigan.... Bobby Bryant
- Fran Drescher.... Carolyn Baker